# 천관팅 (e스포츠 선수)
천관팅(중국어 정체자: 陳冠廷, 병음: Chén Guàntíng, 한자음: 진관정, 1995년 10월 23일~)은 중화민국의 e스포츠 선수로, 주요로 《리그 오브 레전드》의 이벤트에 참여했다.